# Pozsony (comitaat)
Het comitaat Pozsony ligt tegenwoordig in Slowakije en komt ongeveer overeen met de huidige regio Bratislava, een klein stukje nabij Kittsee is bij Oostenrijk gekomen.

## Ligging
Het comitaat grensde aan de westkant aan de Oostenrijkse deelstaat Neder-Oostenrijk, aan de zuidwestkant aan het Hongaarse comitaat Moson (Wieselburg) en in het zuiden aan het Hongaarse comitaat Győr /Raab, in het zuidoosten aan het Hongaarse comitaat Komárom (noordelijke deel is nu Slowaaks) en in het noorden en oosten aan het comitaat Nyitra (Nu ook geheel in Slowakije gelegen). In het landschap lagen verschillende soorten landschappen, in het noorden het middelgebergte de kleine Karpaten en in het zuiden lag het noordelijke deel van Kleine Hongaarse Laagvlakte. Het westen werd begrensd door de rivier de Morava, in het oosten door de rivier de  Váh en in het zuiden door de Donau.

## Deelgebieden
| Deelgebied     | Hoofdstad                                    |
| -------------- | -------------------------------------------- |
| Dunaszerdahely | Dunaszerdahely, tegenwoordig Dunajská Streda |
| Galánta        | Galánta,tegenwoordig Galanta                 |
| Malacka        | Malacka, tegenwoordig Malacky                |
| Nagyszombat    | Nagyszombat, tegenwoordig Trnava             |
| Poszony        | Poszony, tegenwoordig Bratislava             |
| Somorja        | Somorja, tegenwoordig Šamorín                |
| Szenc          | Szenc Senec                                  |
| Vrije stad     |                                              |
| Pozsony        | Pozsony, tegenwoordig Bratislava             |
| Stadsdistrict  |                                              |
| Bazin          | Bazin, tegenwoordig Pezinok                  |
| Modor          | Modor, tegenwoordig Modra                    |
| Nagyszombat    | Nagyszombat , tegenwoordig Trnava            |
| Szentgyörgy    | Szentgyörgy, tegenwoordig Svätý Jur          |